# Gerti Möller
Pour les articles homonymes, voir Möller.
Gerti Möller (née le 30 octobre 1930 à Meuselbach) est une chanteuse allemande de schlager et de rock. Dans les années 1960 à 1980, elle travaille également comme actrice dans plusieurs productions télévisuelles (Deutscher Fernsehfunk) et DEFA ainsi que dans des comédies musicales. Elle a divorcé de Horst Krüger dans son deuxième mariage et vit maintenant à Berlin-Buchholz. 

## Parcours musical
Gerti Möller commence la formation vocale à l'âge de 16 ans, participe avec succès à un concours de chant et obtient ensuite un engagement en tant que chanteur avec l'ensemble Wolfgang Brandenstein. En 1959, elle fondr le groupe de chant Basaris avec Gerd Michaelis, chante ensuite avec les Babsis et dans le Gerd Michaelis Choir, elle chante l'un de ses plus grands succès avec Blau ist die Nacht. Gerti Möller se fait connaître par un public télévisuel plus large en tant qu'interprète solo lors du concours à succès de la RDA en 1967 lorsqu'elle atteint la troisième place du Jürgen Hermann Sag. En 1968, Horst Krüger la fait entrer dans sa formation, le Horst Krüger Band. Avec ce groupe, elle termine la transformation de la musique de danse vers la musique rock. Dans le film DEFA Heißer Sommer, elle a le rôle de chanteuse de Brit . 
Elle accompagne également les performances du duo de danse Emöke Pöstenyi et Susan Baker dans Ein Kessel Buntes. 
Dans le film musical DEFA Die Chansonreise, Gerti Möller joue et chante aux côtés du créateur de mode, acteur et chanteur français Jean-Claude Pascal en 1971, avec Angelika Domröse et Gisela May. En 1973, elle travaille dans la production télévisée Landgang nach Meißen - Un conte de fées de divertissement musical pour adultes . 
Lorsque Krüger dissous le groupe en 1973, Gerti Möller fondé la chorale Unternehmen Münchehofe. En 1979, elle reçoit le rôle principal dans le seul opéra rock allemand Rosa Laub au Volkstheater à Rostock. Bien que toutes les personnes impliquées aient innové avec ce projet, ce fut un succès total. Non seulement la première, mais aussi toutes les autres performances sont vendues. En 1983, le Volkstheater de Rostock inclus l'opéra rock une deuxième fois au programme. 
Dans les années 1980, Gerti Möller apparaît principalement avec le groupe Krakatoa de Francfort-sur-l'Oder en RDA et à l'étranger. Avec le changement de style musical, elle produit également produit son seul LP solo Ich bin eine Frau avec le label Amiga, pour lequel des apparitions à Paris sont enregistrées. 
Elle joue avec succès dans le Friedrichstadt-Palast de Berlin, en 1990 dans la revue Kiek ma an aux côtés de Helga Hahnemann, Alfred Struwe et Alfred Müller. Elle est également apparue dans des programmes en direct avec Manfred Krug, Frank Zander, Roy Black et Roberto Blanco. Sur le plan international, elle se produit en Algérie, Tunisie, France, Bulgarie, Pologne, Russie, Ouzbékistan et Kazakhstan. 
Après la réunification, Gerti Möller commence son programme live Zwei falsche Fuffziger dans les années 1990 et est en tournée avec ce spectacle jusqu'au milieu des années 2000. Depuis 2010, elle est en direct avec l'émission Zwei wie wir (avec Horst Krüger) et le programme berlinois Det is Berlin . 
En 2014, elle participé au projet culturel Snow White en tant que méchante reine. 2015 est suivie par d'autres performances. 

## Productions musicales
Avec Gerti Möller, de nombreuses productions radiophoniques ainsi que des singles et des LP sont créés avec le Gerd Michaelis Choir et le Horst Krüger Band. Avec l'Unternehmen Münchehofe, on peut l'entendre sur le LP Circulus de Holger Biege, Sag ihr auch de Gerd Christian et Frank International de Frank Schöbel. Ses grands succès en solo sont les titres Sand im Schuh, Als die Sonne kam, Herzen haben keine Fenster, Fahre weiter, Solo im Zigarettenrauch et Einsamkeit. Pour la série télévisée Das unsichtbare Visier, elle participe à la bande originale. Elle chante la chanson titre pour la série Drei reizende Schwestern, qui es composée par Gerhard Siebholz. Elle est impliquée dans le CD Swingin 'Ballads d'Uschi Brüning, sorti en 2005. 
Le 13 Juin 2009, elle célèbre son titre Mein Taxi wartet schon à la première à l'Opéra de Berlin d'Unter den Linden. La même année, elle produit la chanson Komm kleine Sarah et en 2010, elle enregistre le titre Schmuddeltine de Gerhard Schöne. Peu de temps après son 80e anniversaire, elle présente à l'émission MDR Hier ab vier une nouvelle version de Hüte den Tag, qui est prévu pour l'album anniversaire prévu pour 2011. En collaboration avec Heinz-Jürgen Gottschalk, elle crée le projet musical GENERATION plus début 2011 et le 1er avril 2011, elle publie le titre ie brauchen Deine Hilfe (in Haiti). Pour son 65 ans  de carrière en 2011, elle sort le titre Ich wünsche Dir Zeit. 

## Discographie (sélection)

### Singles
- 1960 : So sind die jungen Mädchen (Amiga)
- 1960 : Zu schön ist das (Amiga)
- 1967 : Sag (Amiga)
- 1968 : ... und es fiel Regen (Amiga)
- 1970 : Wiedersehen in Varna (Amiga)
- 1970 : Sommerlied (Amiga)
- 1974 : Auf Wiedersehen, ihr Freunde mein / Herzen haben keine Fenster (Amiga)
- 2011 : Hüte den Tag (Version 2011) (Dos Santos Entertainment)
- 2011 : Sie brauchen Deine Hilfe (in Haiti) – Duett mit Gotte Gottschalk als GENERATION plus (Dos Santos Entertainment)
- 2011 : Ich wünsche Dir Zeit (Dos Santos Entertainment)

### LPs
- 1971 : Horst Krüger & Ensemble avec le titre solo Sand im Schuh et en duo avec Horst Krüger Dieser Tag ist wie ein Gedicht et Sommerlied (Amiga)
- 1982 : Ich bin eine Frau (Amiga)

### Albums
- 1967 : Sag auf Schlager 1967 (Amiga)
- 1968 : … und es fiel Regen auf Schlager-Favoriten (Amiga)
- 1968 : Dieser Tag ist wie ein Gedicht im Duett avec Horst Krüger auf Schlager-Trümpfe (Amiga)
- 1968 : Ein Frühlingstag hat dich gebracht auf Schlager Rendezvous (Amiga)
- 1968 : Einsamkeit im Duett avec Horst Krüger auf Schlager aktuell (Amiga)
- 1968 : … und es fiel Regen auf AMIGA-EXPRESS 1968 (Amiga)
- 1969 : Hüte den Tag auf Schlager per Post (Amiga)
- 1969 : Man sagt … auf Schlager im Herbst (Amiga)
- 1969 : Wunderbare Zeit auf Schlager nach Wunsch (Amiga)
- 1970 : Sonnenschein sind deine Lieder auf Schlager 1970 – Teil 1 (Amiga)
- 1970 : Vor uns der Weg auf Schlager 1970 – Teil 2 (Amiga)
- 1971 : auf Rendezvous der Sieger (Amiga)
- 1971 : Als die Sonne kam auf Rhythmus 71 (Amiga)
- 1971 : auf Hallo Dolly (Amiga)
- 1971 : Als die Sonne kam auf AMIGA-EXPRESS 1971 (Amiga)
- 1973 : auf Bretter, die die Welt bedeuten (Amiga)
- 1974 : Solo im Zigarettenrauch auf box Nr. 9 (Amiga)
- 1975 : Herzen haben keine Fenster auf 48 Crash (Amiga)
- 1979 : Sand im Schuh auf Schlagererinnerungen 1953-1968 (Amiga)
- 1979 : Vocalise auf Das unsichtbare Visier – Der Soundtrack (Amiga)
- 1979 : auf Musical-Parade (Amiga)
- 1982 : auf Horst Krüger – ROSA LAUB – die Rock-Oper (Amiga)
- 1985 : Als die Sonne kam auf Ihre größten Erfolge (Amiga)
- 1998 : Heisser Sommer avec Fang doch den Sonnenstrahl en duo avec Frank Schöbel (Amiga/BMG)
- 1999 : AMIGA Schlager Archiv avec Einsamkeit en duo avec Horst Krüger (Amiga/BMG)
- 1999 : AMIGA Schlager Archiv avec Als die Sonne kam (Amiga/BMG)
- 2002 : Wie ein Stern – Die 40 schönsten Songs zum Frank Schöbel Jubiläum avec Fang doch den Sonnenstrahl im Duett avec Frank Schöbel (Amiga/BMG)
- 2003 : Die DT 64 Story Vol.1 DT Metronom – Die Hits 1972-1979 avec Als die Sonne kam (Amiga/BMG)
- 2006 : Die besten Songs aus DEFA-Filmen mit Chris Doerk & Frank Schöbel vFang doch den Sonnenstrahl en duo avec Frank Schöbel (Amiga/SONY)
- 2007 : Petite Fleuer – Die Solistenparty (Jazz, Easy Listening, Big Band, Swing) avec Duell (Amiga/SONY)
- 2010 : Die schönsten Sommerhits aus der DDR avec Als die Sonne kam (Weltbild)
- 2011 : Melodien für Millionen avec Als die Sonne kam (SONY MUSIC)

## Récompenses et prix
- 1967 : 3e Prix au Schlagerwettbewerb de la RDA pour le titre Sag
- 1986 : Prix d'Art Heinrich von Kleist du Conseil du District de Francfort (Oder)